# Wojciech Szymańczyk
Wojciech Szymańczyk, född 19 februari 1943, död 22 november 1996, är en polsk bågskytt. Han deltog vid olympiska sommarspelen 1976.